# Národní park Bordžomi-Charagauli

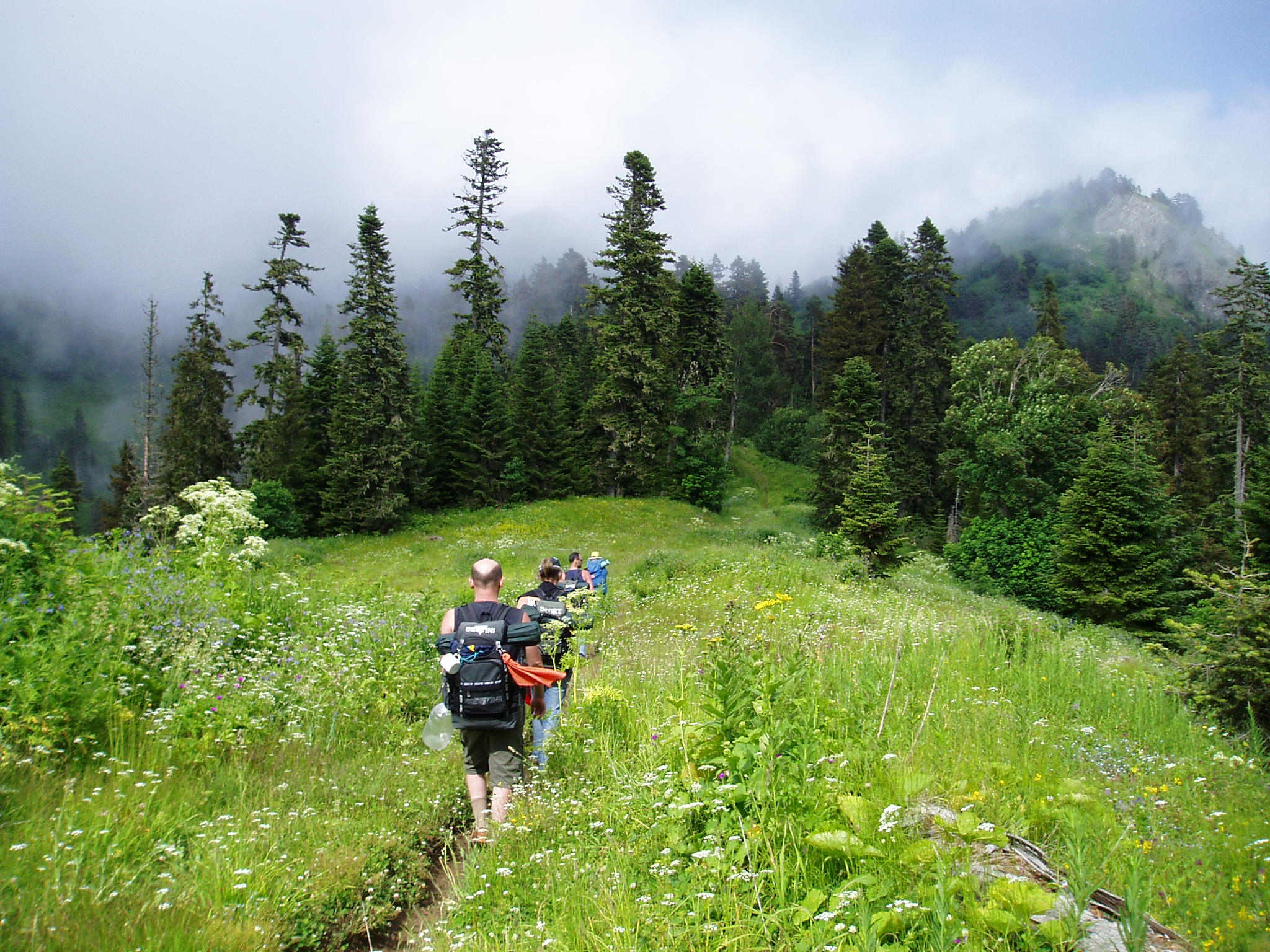
Národní park Bordžomi-Charagauli

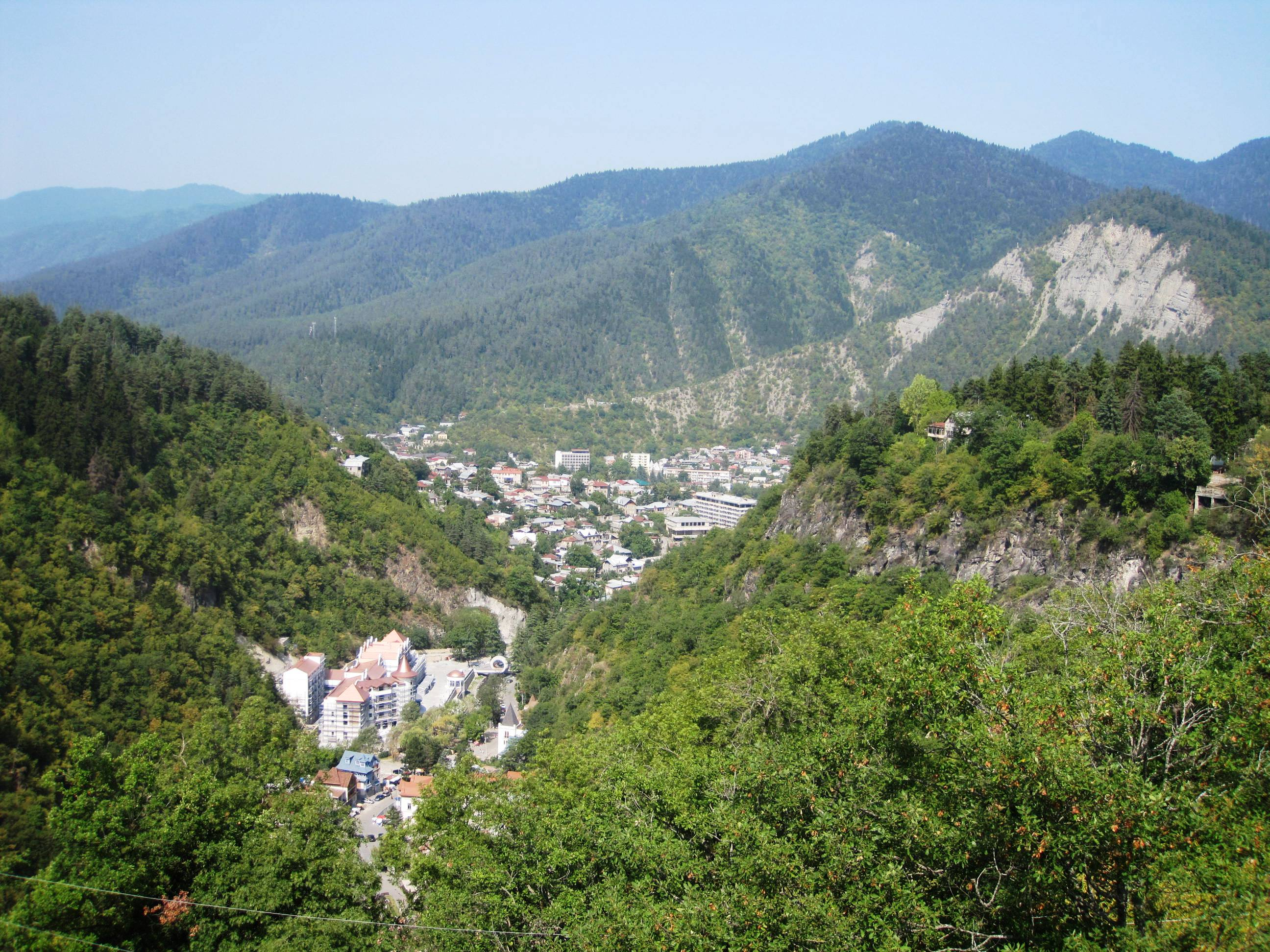
Národní park Bordžomi-Charagauli nedaleko Bordžomi.

Národní park Bordžomi-Charagauli (gruzínsky ბორჯომ-ხარაგაულის ეროვნული პარკი, Bordžom-Charagaulis erovnuli parki) je přírodní národní park ve střední části Gruzie, v pohoří Malý Kavkaz, jihozápadně od hlavního města Tbilisi.
Jeden z největších národních parků v Evropě se rozkládá přes 6 okresů (rajónů) od města Bordžomi v kraji Samcche-Džavachetie až k městu Charagauli v kraji Imeretie. Rozloha parku je 1076 km čtverečních, což představuje 1,5 % gruzínského území. Park byl založen v roce 1995 a oficiálně otevřen v roce 2001.
Park s rychle se rozvíjející turistickou infrastrukturou je unikátní v rozmanitosti zeměpisných a ekologických oblastí, krajiny a bohaté flóry a fauny.

## Historie
Historie parku sahá až do středověku, když byl využíván převážně místní aristokracií k lovu.
Když Gruzie ztratila nezávislost a stala se součástí ruského impéria, ruský velkokníže Michail Nikolajevič Romanov, syn cara Mikuláše I. získal místo generálního guvernéra Zakavkazska. Právě on ocenil přírodní krásu parku natolik, že se rozhodl si zde postavit osobní letní rezidenci v Likani.
Nato zapověděl veškerý lov a kácení bez povolení, čímž založil kořeny pro budoucnost národního parku.
Ústřední zónu parku tvoří bývalý zapovědnik (rusky заповедник), za éry Sovětského svazu silně chráněná oblast.
Národní park Bordžomi-Charagauli byl zřízen v roce 1995 z rozhodnutí gruzínského parlamentu za podpory Světového fondu na ochranu přírody. Bankovní skupina KfW-Kreditanstalt für Wiederaufbau dala ve prospěch tohoto projektu v období let 1999 až 2003 k dispozici celkem 19,18 miliónů marek, toho 2,5 miliónu ve prospěch parku a 16,68 miliónu do okolní infrastruktury.
V roce 2007 byla ústřední zóna národního parku o rozloze 50 325 ha od evropské organizace PAN Parks certifikována jako součást sítě PAN-Parks.

## Geografie
Nejvyššími vrcholy jsou Sametšvario (2.642 m), Megruki (2.475 m) a Cchalcitela (2.496 m). Na území parku vyvěrají četné léčebné prameny, např. Canavi (obchodní název Bordžomi light) a Larebi (obchodní název Bordžomi super light).

## Fauna
V parku žije jelen maral (Cervus elaphus maral), medvěd hnědý, vlk, rys ostrovid, srnec obecný a kamzík horský.

## Flóra
V severní části parku, v nadmořské výšce od 400 po 1 800 m, dominuje kolchidský les s rododendrony, bobkovišní lékařskou (Prunus laurocerasus) a dubem cesmínovitým. V nadmořské výšce 2 000 m se nachází subalpinské louky s vysokou trávou a v létě barevně kvetoucím kavkazským lotosem, pryskyřníkem, kontryhelem a sasankou.

## Turistika
Národní park je veřejnosti přístupný od dubna do října. Je zde 12 turistických tras s různým stupněm obtížnosti a nabízí výpravy v délce jednoho až pěti dnů v nadmořských výškách 800 až 2 642 m. Mezi trasami je i stezka cara Mikoláše II., oblíbená cesta z jeho rezidence u vesnice Likani do hor. Pro návštěvu parku je nutno se ohlásit v návštěvním centru, kde sdělíte kterou trasu máte v plánu, nahlásíte počet dní a zaplatíte poplatek za přespání za každou noc strávenou na území parku.
Návštěvníci mají možnost volby mezi pěti vstupy. Hlavní vchod a návštěvní centrum se nachází blízko lázeňského města Bordžomi. Pro přenocování jsou k dispozici hostince a autokempingy. Výpravy mohou cestou použít horské chaty s jednoduchým vybavením.